# Zofia Alberowa
Zofia Alberowa (ur. 28 września 1924 w Stanisławowie, zm. 27 maja 1999 w Krakowie) – historyk sztuki, znawczyni sztuki japońskiej. 

## Życiorys
W 1951 roku ukończyła historię sztuki na Uniwersytecie Jagiellońskim. Od 1950 pracowała w Muzeum Narodowym w Krakowie. Od 1968 pełniła funkcję kustosza Działu Sztuki Dalekiego Wschodu. Współzałożycielka krakowskiego oddziału Towarzystwa Polsko-Japońskiego. 
W 1993 roku odznaczona japońskim Orderem Skarbu Korony V klasy.

## Wybrane publikacje
- Inspiracje sztuką Japonii w malarstwie i grafice polskich modernistów (1981, wraz z Ł. Kossowiskim)[1]
- O sztuce Japonii (1983)[1]